# Jason Cerbone
Jason Cerbone (New York, 2 novembre 1977) è un attore statunitense.

## Biografia
Nato a New York, di origini italiane, Cerbone ha iniziato a recitare già dall'età di 4 anni nella serie televisiva a scopi educativi Sesame Street.

Messo sotto contratto a 7 anni da un'agenzia di modelli, è apparso in due video, Silent Night dei Bon Jovi e Luka di Suzanne Vega, dove interpreta il piccolo protagonista che dà il titolo alla canzone. Dopo la laurea in biologia al Concordia College di New York ha iniziato la carriera di attore.
Attivo soprattutto in televisione, è principalmente noto per aver recitato nei panni di Jackie Aprile Jr. ne I Soprano. Si fa notare anche nel cast di Third Watch della NBC, Law & Order, CSI: Miami. In Shade - Carta vincente fa la parte del giovane Dean Stevens (Sylvester Stallone) in una scena in flashback.

## Filmografia parziale

### Cinema
- Shade - Carta vincente (Shade), regia di Damian Nieman (2003)
- Deepwater, regia di David S. Marfield (2005)
- Cloverfield, regia di Matt Reeves (2008)

### Televisione
- I Soprano (The Sopranos) - Serie TV (2000-2001)
- E.R. - Medici in prima linea (ER) - Serie TV (2003)
- Camelot - Squadra Emergenza (Third Watch) - Serie TV (2003)
- Law & Order: Criminal Intent (Criminal Intent) - serie TV, episodio 6x11 (2010)
- Law & Order - I due volti della giustizia (Law & Order) - serie TV, episodio 20x15 (2010)
- Law & Order - Unità vittime speciali (Law & Order: Special Victims Unit) - serie TV, 8 episodi (2012-2016)
- Blue Bloods - serie TV, episodio 5x03 (2014)
- Power - Serie TV (2014-2016)

## Doppiatori italiani
Nelle versioni in italiano delle opere in cui ha recitato, Jason Cerbone è stato doppiato da:
- Alessandro Quarta ne I Soprano (ep. 2x12), CSI: NY
- Francesco Pezzulli ne I Soprano (st. 3)
- Massimo Corvo in Shade - Carta vincente
- Giuliano Bonetto in CSI: Miami
- Gaetano Varcasia in Deepwater
- Alessandro Rigotti in Law & Order: Criminal Intent
- Patrizio Cigliano in Law & Order - Unità vittime speciali (ep. 14x01)
- Sacha De Toni in Law & Order - Unità vittime speciali (ep. 15x06)
- Fabrizio Picconi in Law & Order - Unità vittime speciali (ep. 15x24, 16x13)
- Mirko Mazzanti in Blue Bloods
- Raffaele Proietti in Power